# فصل زرد
فصل زرد یک مجموعه تلویزیونی محصول سال ۱۳۸۳ به کارگردانی محمدرضا زهتابی، نویسندگی علی خودسیانی و تهیه‌کنندگی محمود فلاح می‌باشد که در سال ۱۳۸۴ از شبکه یک پخش شد. این مجموعه در ۱۳ قسمت ۴۵ دقیقه‌ای تهیه شده‌است.

## بازیگران
- رامبد شکرآبی در نقش شهاب
- رزیتا غفاری در نقش پروانه
- لیلا برخورداری در نقش مهشید
- هومن سلطانی در نقش آرش
- امید آهنگر در نقش کریم
- زهره فکورصبور در نقش مریم
- فلور نظری
- رضا توکلی
- مهران ضیغمی
- محمود مقامی
- یلدا قشقایی
- محمد قدیمی خو
- محمدرضا نوروز
- فریده دریامج در نقش مادر پروانه
- علی شیر رنگ در نقش پدر شهاب
- الناز صادقی